# Saxifraga arguta
Saxifraga arguta là một loài thực vật có hoa trong họ Saxifragaceae. Loài này được D. Don miêu tả khoa học đầu tiên năm 1822.